# Mentu
En la mitologia egípcia Mentu (en egipci, mntw) era un déu falcó de la guerra, l'avatar del qual era Bakha. També s'anomena Mont (en egipci, mnt), Montu (en egipci, mntw) o Montju (en egipci, mnṯ.w). Està coronat amb el disc solar, dues plomes i dos ureus i va armat amb l'arc i una destral.
Mentu era una antiga deïtat, déu considerat local d'Hermontis, ciutat situada al sud de Tebes, d'on era objecte principal de culte. Se li associava amb el falcó, tal com als déus Amon i Horus, sent representat amb el cap d'aquest ser. Més tard, durant l'Imperi Nou, se'l considerava déu de la guerra i era qui brindava protecció al faraó durant les batalles.
El seu culte es va estendre a altres ciutats: Medamud, Tod i Karnak. El seu nom el portaren els faraons de les dinasties XI i XIII, intitulados Mentuhotep: "Montu està satisfet".